# Richard Matheson

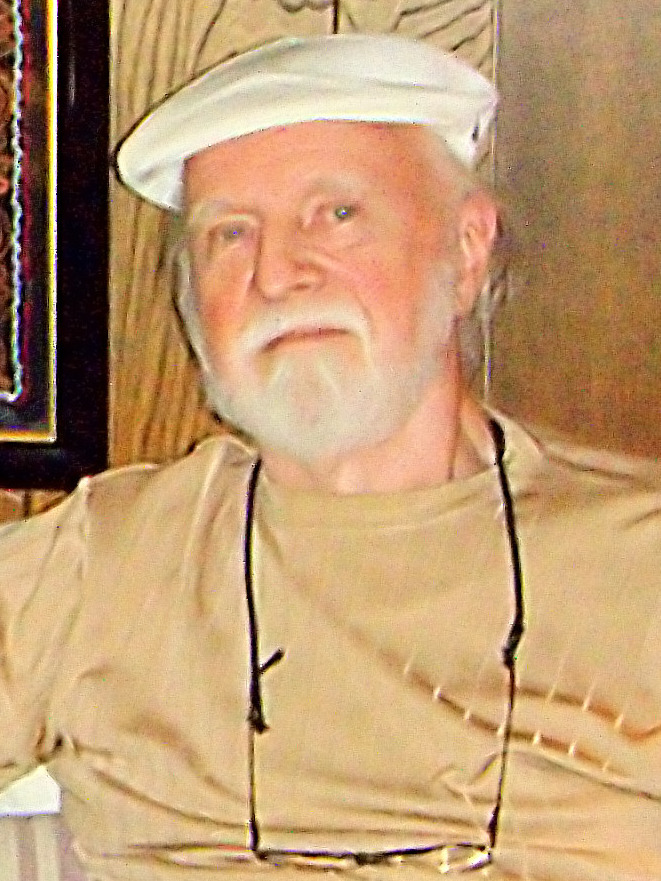
Richard Matheson (2008)

Richard Burton Matheson (* 20. Februar 1926 in Allendale, New Jersey; † 23. Juni 2013 in Calabasas, Kalifornien) war ein US-amerikanischer Science-Fiction- und Drehbuchautor. Er veröffentlichte auch unter dem Pseudonym Logan Swanson.

## Leben
Der 1926 in New Jersey geborene Matheson wuchs in Brooklyn, New York City, auf.
Matheson studierte an der University of Missouri Journalismus. Seine erste Veröffentlichung im Jahre 1950 rückte ihn in das Licht der Science-Fiction-Geschichte. Mit Born of Man and Woman landete er im Magazine of Fantasy & Science Fiction einen Klassiker. Sein einzigartiger Stil der Verbindung von Science-Fiction und Horror fand in zahlreichen Storysammlungen seinen Niederschlag.
Seit 1951 lebte er in Kalifornien. Im Jahr 1952 heiratete er Ruth Ann Woodson. Aus der Ehe gingen vier Kinder hervor, darunter die ebenfalls schriftstellerisch tätigen Söhne Chris, Richard Christian und Ali Marie Matheson.
Bereits sein erster Roman I Am Legend (1954) wurde mehrfach verfilmt. In der ersten Verfilmung aus dem Jahr 1963 unter dem Titel The Last Man on Earth übernahm Vincent Price die Hauptrolle. 1971 wurde es unter dem Titel Der Omega-Mann mit Charlton Heston und erneut 2007 als I Am Legend mit Will Smith verfilmt. Für die Verfilmung seines zweiten Romanes The Shrinking Man (1956) unter dem Titel Die unglaubliche Geschichte des Mister C. (1957) verfasste er auch das Drehbuch. Dieser Film begründete auch seine Karriere in Hollywood und gilt als Klassiker des phantastischen Films.
Er stellte in der Folge – mit seinem größer werdenden Erfolg in der Filmbranche – sein literarisches Schaffen in der Science-Fiction-Szene immer mehr in den Hintergrund. Er schrieb Drehbücher, für die er zahlreiche Preise erhielt.
Matheson ist einer der erfolgreichsten Autoren der fünfziger Jahre. Obwohl aus Richtung Horror zum Genre stoßend entschloss er sich, den aufkommenden Science-Fiction-Boom zu nutzen und verstand es, sich abzeichnenden Trends anzuschließen und diese auch kommerziell für sich zu nutzen. Seine literarischen Werke gehörten zur Lieblingslektüre von Horrorschriftsteller Stephen King während dessen Jugend.
Seine andauernde Verbindung zum phantastischen Genre bewies er durch zahlreiche Drehbucharbeiten, vor allem mit seinen Edgar-Allan-Poe-Adaptionen für Roger Corman.
Sein Roman Das Ende ist nur der Anfang, Hinter dem Horizont ist das Ergebnis intensiver Recherche über die Jenseitsvorstellungen verschiedener Religionen und Kulturen. Unter anderem beruft er sich hierbei auf den Theosophen Emanuel Swedenborg. Der Roman wurde 1998 mit Robin Williams verfilmt. Der Film Hinter dem Horizont bietet ausdrucksstarke Bilder, hat aber nur wenig von der Tiefe des Romans.
Für seinen Roman Bid Time Return (1975) erhielt er den World Fantasy Award. Einen weiteren erhielt er 1984 für sein Lebenswerk. Mathesons Roman Ich bin Legende wurde 2012 beim Bram Stoker Award mit dem Sonderpreis Vampire Novel of the Century Award ausgezeichnet. 2010 wurde er in die Science Fiction Hall of Fame aufgenommen.
Matheson starb 87-jährig im Juni 2013 in seinem Haus im kalifornischen Calabasas.

## Bibliografie

### Romane
- Fury on Sunday (1953)
- Someone Is Bleeding (1953)
- I Am Legend (1954, auch: The Omega Man: I Am Legend, 1971)
  - Deutsch: Ich, der letzte Mensch. Übersetzt von Werner Gronwald. Heyne (Allgemeine Reihe #266), München 1963, DNB 453249930. Auch: Ich bin Legende. Übersetzt von Lore Straßl. Heyne (Bibliothek der Science Fiction Literatur #12), München 1982, ISBN 3-453-30803-4.
- The Shrinking Man (1956, auch: The Incredible Shrinking Man)
  - Deutsch: Die unglaubliche Geschichte des Mister C. Übersetzt von Werner Gronwald. Heyne (Allgemeine Reihe #58), München 1960, DNB 453249949. Auch: Die seltsame Geschichte des Mr. C. Übersetzt von Lore Straßl. Heyne (Bibliothek der SF-Literatur #22), München 1983, ISBN 3-453-30961-8.
- Woman (1954)
- A Stir of Echoes (1958)
  - Deutsch: Echoes – Stimmen aus der Zwischenwelt. Übersetzt von Bettina Zeller. Heyne (Allgemeine Reihe #20052), München 2000, ISBN 3-453-17078-4, (Buch zum Film).
- Ride the Nightmare (1959)
- The Beardless Warriors (1960)
- Comedy of Terrors (1964, mit Elsie Lee)
- Hell House (1971)
  - Deutsch: Das Höllenhaus. Übersetzt von Kurt Spieler. Heyne (Allgemeine Reihe #5076), München 1974, ISBN 3-453-00397-7.
- The Night Strangler (1973)
- The Night Stalker (1973, mit Jeff Rice)
- Bid Time Return (1975, auch: Somewhere in Time, 1980)
- What Dreams May Come (1978)
  - Deutsch: Das Ende ist nur der Anfang – Hinter dem Horizont. Übersetzt von Elke Iheukumere & Edda Petri. Goldmann #44356, München 1998, ISBN 3-442-44356-3, (Buch zum Film).
- Earthbound (1982, auch als Logan Swanson)
- Hunger and Thirst (1990)
- Journal of the Gun Years (1991)
- Seven Steps to Midnight (1993)
- The Gunfight (1993)
- The Path (1993)
- Shadow on the Sun (1994)
- Now You See It … (1995)
- The Memoirs of Wild Bill Hickok (1996)
- Passion Play (2000)
- Abu and the Seven Marvels (2001)
- Camp Pleasant (2001)
- Hunted Past Reason (2002)
- Abu and the 7 Marvels (2002)
- Come Fygures, Come Shadowes (2003)
- Woman (2005)
- The Link (2006)
- Other Kingdoms (2011)
- Generations (2012)
- Leave Yesterday Alone (2014)

### Sammlungen
- Born of Man and Woman (1954)
  - Deutsch: Der dritte Planet. Übersetzt von Wulf H. Bergner & Werner Kortwich Pabel-Moewig Verlag. Moewig (Terra Taschenbuch #106), München 1966, DNB 453249957.
- Third from the Sun (1955)
- The Shores of Space (1957)
  - Deutsch: Der letzte Tag. Übersetzt von Tony Westermayr. Goldmann (Weltraum TB #0146), München 1972, ISBN 3-442-23146-9.
- Shock
  - 1 Shock! (1961, auch: Shock I: Thirteen Tales to Thrill and Terrify, 1979)
  - 2 Shock II (1964)
  - 3 Shock III (1966)
  - 4 Shock Waves (1970, auch: Shock 4, 1980)
- Ghost Trilogy (1987)
- Scars and Other Distinguishing Marks (1987, mit Richard Christian Matheson, auch:  Scars)
- Richard Matheson (1989)
- By the Gun (1993)
- I Am Legend (1995)
- Richard Matheson’s „The Twilight Zone“ Scripts (1998)
- Nightmare at 20,000 Feet (2002)
- Richard Matheson’s „The Twilight Zone“ Scripts Volume Two (2002)
- Pride (2002) (mit Richard Christian Matheson)
- Richard Matheson: Collected Stories (3 Bände., 2003 & 2005)
- Duel: Terror Stories by Richard Matheson (2003)
- Off Beat: Uncollected Stories (2003)
- Darker Places (2004)
- Unrealized Dreams (2004)
- Duel & the Distributor: Stories & Screenplays (2004)
- Bloodlines (2006)
- Kiss the Whip (2007, mit Robert Bloch, Henry Clement, Jean-Paul Denard & Jeremy Reed)
- Visions of Death (2007)
- Matheson Uncollected: Volume One (2008)
- Button, Button: Uncanny Stories (2008, auch: The Box: Uncanny Stories, 2009)
- Visions Deferred: Richard Matheson’s Censored „I Am Legend“ Script (2009)
- Road Rage (2009, mit Joe Hill und Stephen King)
- Matheson Uncollected: Volume Two (2010)
- Steel and Other Stories (2011)
- Matheson Uncollected: Backteria and Other Improbable Tales (2013)
- The Best of Richard Matheson (2017)

### Kurzgeschichten
Wird bei Kurzgeschichten als Quelle nur Titel und Jahr angegeben, so findet sich die vollständige Angabe unter Sammlungen.
- Born of Man and Woman (1950)
  - Deutsch: Das Ungeheuer. In: Der dritte Planet, 1966. Auch: Menschenkind. Übersetzt von Franziska Zinn. In: Edward L. Ferman (Hrsg.): 30 Jahre Magazine of Fantasy and Science Fiction. Heyne (Heyne SF&F #3763), München 1981, ISBN 3-453-30732-1. Auch: Menschenkind. Übersetzt von Joachim Körber. In: Hans Joachim Alpers & Werner Fuchs (Hrsg.): Die Fünfziger Jahre I. Hohenheim (Edition SF), Stuttgart 1981, ISBN 3-8147-0010-4.
- Third from the Sun (1950)
  - Deutsch: Der dritte Planet. In: Der dritte Planet, 1966.
- The Waker Dreams (1950, auch: When the Waker Sleeps)
- The Hunt (1951)
- Clothes Make the Man (1951)
  - Deutsch: Eine unmögliche Geschichte. In: Der letzte Tag, 1972.
- „Drink My Red Blood …“ (1951, auch: Blood Son)
  - Deutsch: Der Vampir. In: Der letzte Tag, 1972. Auch: Trink mein Blut. Übersetzt von Jürgen Abel. In: Peter Haining (Hrsg.): Stunde der Vampire. Fischer (Fischer TB #1527), Frankfurt am Main 1974, ISBN 3-436-02002-8.
- Through Channels (1951)
  - Deutsch: Durch Kanäle. In: Der dritte Planet, 1966.
- The Thing (1951)
- Witch War (1951)
  - Deutsch: Krieg der Hexen. In: Der dritte Planet, 1966.
- Dress of White Silk (1951)
  - Deutsch: Mamas Zimmer. In: Der dritte Planet, 1966. Auch: Das Kleid aus weißer Seide. Übersetzt von Anne Gebhardt. In: Charles G. Waugh, Martin Greenberg (Hrsg.): Vampire. Bastei Lübbe (Allgemeine Reihe #13134), Bergisch Gladbach 1988, ISBN 3-404-13134-7. Auch: Ein Kleid aus weißer Seide. Übersetzt von Stefan Troßbach. In: Edward L. Ferman & Anne Jordan (Hrsg.): Die besten Horror-Stories. Droemer Knaur (Knaur Horror #1835), München 1989, ISBN 3-426-01835-7.
- Return (1951)
- Mountains of the Mind (1951)
- Richard Matheson’s Letter to the Editor (1952, auch: Advance Notice)
- Gunsight (1951)
- SRL Ad (1952)
  - Deutsch: Einsames Venus-Mädchen. In: Der dritte Planet, 1966.
- The Foodlegger (1952, auch: F---)
  - Deutsch: Der Unanständige. In: Der dritte Planet, 1966.
- Lover When You’re Near Me (1952)
  - Deutsch: Das Drei-Monde-Irrenhaus. In: Der dritte Planet, 1966.
- Shipshape Home (1952)
  - Deutsch: Frauen haben immer recht. Übersetzt von Walter Ernsting. In: Walter Ernsting (Hrsg.): Galaxy 1 Heyne (Heyne SF&F #3040), München 1965, DNB 456694463.
- Brother to the Machine (1952)
- To Fit the Crime (1952)
- Mad House (1953)
  - Deutsch: Das wahnsinnige Haus. In: Der dritte Planet, 1966.
- The Disinheritors (1953)
- Wet Straw (1953)
  - Deutsch: Das nasse Stroh. Übersetzt von Christiane Nogly / Elisabeth Simon. In: Exklusive Alpträume. Pabel (Vampir TB #4), Rastatt 1974, DNB 740324012.
- Death Ship (1953)
- Disappearing Act (1953)
  - Deutsch: Das Verschwinden. In: Der dritte Planet, 1966.
- The Last Day (1953)
  - Deutsch: Der letzte Tag. In: Der letzte Tag, 1972.
- Lazarus II (1953)
- Legion of Plotters (1953)
  - Deutsch: Verschwörung gegen Mr. Jasper. Übersetzt von Ingrid Neumann. In: H. W. Mommers, A. D. Krauss (Hrsg.): 22 Horror-Stories. Heyne (Heyne-Anthologien, Bd. 16), München 1966, DNB 457030976.
- Slaughter House (1953)
- The Wedding (1953)
  - Deutsch: Der Abergläubische. In: Der dritte Planet, 1966.
- Full Circle (1953)
- Mother by Protest (1953, auch: Trespass)
  - Deutsch: Der Fehltritt. In: Der letzte Tag, 1972.
- Little Girl Lost (1953)
  - Deutsch: Kleines Mädchen verschwunden. In: Der letzte Tag, 1972.
- Sorry, Right Number (1953, auch: Long Distance Call)
- Dying Room Only (1953)
- Dear Diary (1954)
  - Deutsch: Liebes Tagebuch. In: Der dritte Planet, 1966.
- The Man Who Made the World (1954)
- The Traveller (1954)
- Descent (1954)
- The Conqueror (1954)
- When Day Is Dun (1954)
  - Deutsch: Der Tag ist aus. In: Der letzte Tag, 1972.
- The Curious Child (1954)
  - Deutsch: Das neugierige Kind. In: Der letzte Tag, 1972.
- Being (1954)
  - Deutsch: Das Wesen. In: Der letzte Tag, 1972.
- The Test (1954)
  - Deutsch: Die Prüfung. In: Der letzte Tag, 1972.
- The Doll That Does Everything (1954)
  - Deutsch: Die Puppe, die alles kann. In: Der letzte Tag, 1972.
- Go West, Young Man (1954)
- Dance of the Dead (1955)
- Miss Stardust (1955)
- The Funeral (1955)
  - Deutsch: Die Totenfeier. In: Der letzte Tag. 1972.
- Pattern for Survival (1955)
  - Deutsch: Modell zum Überleben. Übersetzt von Charlotte Winheller. In: Anthony Boucher (Hrsg.): 20 Science Fiction-Stories. Heyne (Heyne-Anthologien, Bd. 2), München 1963, DNB 458920096. Auch als: Rezept zum Überleben. In: Der letzte Tag, 1972.
- One for the Books (1955)
- Too Proud to Lose (1955)
- Boy in the Rocks (1955)
- Steel (1956)
  - Deutsch: Ring frei! Übersetzt von Wulf H. Bergner. In: William F. Nolan (Hrsg.): Die Anderen unter uns. Heyne (Heyne SF&F #3120), München 1968, DNB 457861274. Auch: Steel. In: Der letzte Tag, 1972.
- The Splendid Source (1956)
- A Flourish of Strumpets (1956)
- A Visit to Santa Claus (1957, auch: I’ll Make It Look Good, als Logan Swanson)
- The Children of Noah (1957)
- The Holiday Man (1957)
- Old Haunts (1957)
- Lemmings (1958)
  - Deutsch: Lemminge. Übersetzt von Walter Ernsting. In: Walter Ernsting (Hrsg.): Die letzte Stadt der Erde. Heyne (Heyne SF&F #3048), München 1965, DNB 454813902.
- The Distributor (1958)
- The Edge (1958)
  - Deutsch: Wer bist du? Übersetzt von Walter Ernsting. In: Walter Ernsting (Hrsg.): Im Dschungel der Urzeit. Heyne (Heyne SF&F #3064), München 1966, DNB 451005880.
- Big Surprise (1959)
- Mantage (1959)
- A Touch of Grapefruit (1959, auch: The Creeping Terror, 1961)
- No such Thing as a Vampire (1959)
  - Deutsch: Es gibt keine Vampire. Übersetzt von Ingrid Neumann. In: Helmuth W. Mommers & Arnulf D. Krauß (Hrsg.): 22 Horror Stories. Heyne (Heyne-Anthologien, Bd. 26), München 1967, DNB 457030984.
- Deadline (1959)
- Day of Reckoning (1960)
- Graveyard Shift (1960)
- Crickets (1960)
  - Deutsch: Der Kode der Grillen. Übersetzt von Ingrid Neumann / Birgit Bohusch. In: Helmuth W. Mommers & Arnulf D. Krauß (Hrsg.): 21 Grusel Stories. Heyne (Heyne-Anthologien, Bd. 21), München 1966, DNB 456525203.
- First Anniversary (1960)
- From Shadowed Places (1960)
  - Deutsch: Dämonentanz. Übersetzt von Werner Gronwald. In: Michel Parry (Hrsg.): Lautlos schleicht das Grauen. Pabel (Vampir TB #22), Rastatt 1975, DNB 750323450.
- Finger Prints (1962)
- Mute (1962)
- The Likeness of Julie (1962, auch als Logan Swanson)
  - Deutsch: Die Hexe mit dem Kindergesicht. Übersetzt von Werner Maibohm. In: Michel Parry (Hrsg.): Acht Teufelseier. Pabel (Vampir TB #42), Rastatt 1976, DNB 770069452. Auch: Betörende Julie. Übersetzt von Michael Plogmann. In: Jeff Gelb & Lonn Friend (Hrsg.): Hot Blood: Bis dass der Tod euch vereint. Festa (Horror TB #1519), Borsdorf bei Leipzig 2007, ISBN 978-3-86552-074-6.
- Tis the Season to Be Jelly (1963)
- Crescendo (1963, auch: Shock Wave)
- Girl of My Dreams (1963)
  - Deutsch: Träume. Übersetzt von Charlotte Winheller. In: Charlotte Winheller (Hrsg.): Die Überlebenden. Heyne (Heyne Allgemeine Reihe #272), München 1964, DNB 455139717.
- Deus Ex Machina (1963)
- Interest (1965)
- Star Trek: „The Enemy Within“ (1966)
- A Drink of Water (1967)
- Prey (1969)
- Therese (1969, auch: Needle in the Heart)
- Come Fygures, Come Shadowes (1970)
- By Appointment Only (1970)
- Button, Button (1970)
- The Finishing Touches (1970)
- Duel (1971)
- Leo Rising (1972)
- Where There’s a Will (1980, mit Richard Christian Matheson)
- The Doll (1982)
- A World of His Own (Drehbuch, 1983)
- And Now I’m Waiting (1983)
- Blunder Buss (1984)
- Nightmare at 20,000 Feet (Drehbuch, 1984)
- Getting Together (1986)
- Buried Talents (1987)
- The Near Departed (1987)
- Shoo Fly (1988)
- Person to Person (1989)
- Til Death Do Us Part (1989)
- CU: Mannix (1991)
- Two O’Clock Session (1991)
- The Legend of Hell House (1997)
- A World of Difference (Drehbuch, 1998)
- Little Girl Lost (Drehbuch, 1998)
- Nick of Time (Drehbuch, 1998)
- Once Upon a Time (Drehbuch, 1998)
- The Invaders (Drehbuch, 1998)
- The Last Flight (Drehbuch, 1998)
- Always Before Your Voice (1999)
- Relics (1999)
- And in Sorrow (2000)
- Purge Among Peanuts (2001)
- The Prisoner (2001)
- A Stir of Echoes (Drehbuch, 2002)
- Death Ship (Drehbuch, 2002)
- He Wanted to Live (2002)
- Life Size (2002)
- Mute (Drehbuch, 2002)
- Night Call (Drehbuch, 2002)
- Pride (2002, mit Richard Christian Matheson)
- Professor Fritz and the Runaway House (2002)
- Spur of the Moment (Drehbuch, 2002)
- Steel (Drehbuch, 2002)
- That Was Yesterday (2002)
- Man with a Club (2003)
- Maybe You Remember Him (2003)
- Mirror, Mirror … (2003)
- Phone Call from Across the Street (2003)
- The Last Blah in the Etc (2003, auch als: All and Only Silence)
- Counterfeit Bills (2004)
- Cassidy’s Shoes (2004)
- Creature: A Screenplay (2004)
- Intergalactic Report (2004)
- Little Girl Knocking at My Door (2004)
- Revolution (2004)
- The Hill (2004)
- The Puppy (2004)
- 1984 1/2 (2005)
- The Link (excerpt) (2006)
- Haircut (2006)
- Colony Seven: An Unpublished Novel (2008)
- Pride (2008)
- Original Screenplay: Conjure Wife (2009, mit Charles Beaumont)
- Madri-Gall (a skit for the stage) (2009, mit Richard Christian Matheson)
- An Element Never Forgets (2010)
- Now Die in It (2010)
- Portrait (2010)
- Portrait Illustration (2010)
- Red Is the Color of Desire (2010)
- The House of the Dead (2010)
- What Dreams May Come (Drehbuch, 2010)
- The Window of Time (2010)
- Dr. Morton’s Folly (2011)
- I Am Legend (Drehbuch, 2012)
- A Murder Story Told in Two Hundred Clichés (2013)
- Backteria (2013)
- My Conversation with Superman (2013)

### Herausgeberschaft
- The Twilight Zone: The Original Stories (1985, mit Martin H. Greenberg & Charles G. Waugh)

### Kolchak-Drehbücher
- Richard Matheson’s Kolchak Scripts (2004, Sammlung)
- The Night Killers (2004, mit William F. Nolan)
- The Night Stalker (2004)
- The Night Strangler (2004)
- Kolchak the Night Stalker: Night Killers (2017, Sammlung, mit Chuck Miller)
- The Night Killers (2017, Kurzgeschichte, mit Chuck Miller)

### Sachliteratur
- The Path: A New Look at Reality (1993)
- Robert Bloch: Appreciations of the Master (1995, mit Ricia Mainhardt)
- Richard Matheson’s Kolchak Scripts Extra (2003)
- 2012 vs Reality (2011)

## Filmografie

### Drehbücher
- 1957: Die unglaubliche Geschichte des Mister C. (The Incredible Shrinking Man)
- 1959: Die Haltlosen (The Beat Generation) – Regie: Charles Haas
- 1960: Die Verfluchten (House of Usher)
- 1961: Robur, der Herr der sieben Kontinente (Master of the World)
- 1961: Das Pendel des Todes (Pit and the Pendulum)
- 1961: Hypno (Night of the Eagle) – Regie: Sidney Hayers
- 1962: Der grauenvolle Mr. X (Tales of Terror)
- 1963: Der Rabe – Duell der Zauberer (The Raven)
- 1963: Ruhe Sanft GmbH (The Comedy of Terrors)
- 1964: The Last Man on Earth
- 1965: Das düstere Haus (Fanatic)
- 1967: Sturm auf Höhe 404 (The Young Warriors)
- 1968: Die Braut des Teufels (The Devil Rides Out)
- 1969: Das ausschweifende Leben des Marquis de Sade (De Sade)
- 1971: Duell (Duel)
- 1972: Tanz der Totenköpfe (The Legend of Hell House)
- 1973: Nightmare Motel (Dying Room Only) – Regie: Philip Leacock
- 1973: Dracula (Dan Curtis’ Dracula)
- 1973: Die Saat des Alien (The Stranger Within) – Regie: Lee Philips
- 1974: Der Morgen danach (The Morning After) – Regie: Richard T. Heffron
- 1975: Mit der Nacht kommt der Tod (Dead of Night) – Regie: Dan Curtis
- 1980: Ein tödlicher Traum (Somewhere in Time)
- 1980: Die Reise zum Mars 1. + 2. Teil (The Martian Chronicles) – Regie: Michael Anderson
- 1982: Unheimliche Schattenlichter (The Twilight Zone – The Movie)
- 1982: Der weiße Hai 3-D (Jaws 3-D)
- 1990: Der Harte und der Zarte (Loose Cannons)
- 1993: Schrecken aus dem Jenseits (The Twilight Zone: Rod Serling’s Lost Classics) – Regie: Robert Markowitz

### Literarische Vorlagen
- 1957: Die unglaubliche Geschichte des Mister C. – The Incredible Shrinking Man – Regie: Jack Arnold
- 1964: The Last Man on Earth – nach dem Roman „I Am Legend“ – Regie: Sidney Salkow
- 1970: Kalter Schweiß (De la part des copains) – nach dem Roman „Ride the Nightmare“ – Regie: Terence Young
- 1971: Der Omega-Mann (The Omega Man) – nach dem Roman „I Am Legend“ – Regie: Boris Sagal
- 1974: Eiskalt wie das Schweigen (Les sains de glace) – nach dem Roman „Someone is Bleeding“ – Regie: Georges Lautner
- 1980: Ein tödlicher Traum (Somewhere in Time) – nach dem Roman „Bid Time Return“ – Regie: Jeannot Szwarc
- 1981: Die unglaubliche Geschichte der Mrs. K. (The Incredible Shrinking Woman) – Regie: Joel Schumacher
- 1998: Hinter dem Horizont (What Dreams May Come) – nach dem gleichnamigen Roman – Regie: Vincent Ward
- 1999: Echoes – Stimmen aus der Zwischenwelt (Stir of Echoes) – nach dem gleichnamigen Roman – Regie: David Koepp
- 2008: I Am Legend – nach dem gleichnamigen Roman – Regie: Francis Lawrence
- 2009: The Box – Du bist das Experiment – nach der Kurzgeschichte „Button, Button“ – Regie: Richard Kelly
- 2011: Real Steel – nach der Kurzgeschichte „Steel“ – Regie: Shawn Levy